# Opsion cryptocauda
Opsion cryptocauda är en tvåvingeart som beskrevs av Chandler 1991. Opsion cryptocauda ingår i släktet Opsion och familjen svampmyggor.
Artens utbredningsområde är Irland. Inga underarter finns listade i Catalogue of Life.